# Лоу Циньцзянь
Лоу Циньцзянь (кит. 娄勤俭, род. 21 декабря 1956, Тунцзы, Гуйчжоу) — китайский государственный и политический деятель, депутат Всекитайского собрания народных представителей с 23 октября 2021 года. Доктор философии (PhD) в информатике.
Ранее председатель Собрания народных представителей провинции Цзянсу, секретарь (глава) парткома КПК этой провинции, губернатор провинции Шэньси и впоследствии её секретарь парткома КПК, заместитель министра промышленности и информатизации КНР. Кандидат в члены ЦК Компартии Китая 18-го созыва, член Центрального комитета КПК 19-го созыва.

## Биография
Родился 21 декабря 1956 года в уезде Тунцзы, провинция Гуйчжоу. С августа 1973 года во время Культурной революции работал подмастерьем, позднее сельским учителем. Вступил в Коммунистическую партию Китая в августе 1975 года.
После возобновления всекитайских государственных экзаменов в марте 1978 года поступил на инженерный факультет информатики Хуачжунского университета науки и технологии в Ухане, провинция Хубэй. После окончания университета в феврале 1982 года работал помощником инженера в 15-м Научно-исследовательском институте Министерства электронной промышленности КНР. С 1985 по 1988 года учился в этом же институте, получив диплом магистра информатики, после чего продолжил работу инженером и достиг должности директора института в 1995 году, став также генеральным директором дочерней компании «Taiji Computer Corporation». С 1998 по 2003 год проходил обучение в аспирантуре Хуачжунского университета, по окончании которого получил степень доктора философии (PhD) в информатике.
В марте 2008 года Лу Циньцзянь назначен заместителем министра промышленности и информационных технологий КНР и занимал эту должность до 2010 года.
В августе 2010 года получил перевод из министерства на пост вице-губернатора провинции Шэньси, в декабре 2012 года назначен исполняющим обязанности губернатора вместо Чжао Чжэньюна, ушедшего на повышение секретарём парткома КПК Шэньси. В январе следующего года утверждён в должности губернатора провинции на заседании Постоянного комитета Собрания народных представителей Шэньси. 27 марта 2016 года назначен секретарём парткома КПК провинции, снова сменив на посту Чжао Чжэнъюна.
В октябре 2017 года переведён на должность главы парткома КПК провинции Цзянсу.
23 октября 2021 года Лоу Циньцзянь назначен заместителем председателя Комитета по финансовым и экономическим вопросам Всекитайского собрания народных представителей, что фактически означает отправку политика на почётную, но малозначительную должность.